# Objektivitás
Az objektivitás szó jelentése tárgyilagosság, elfogulatlanság, pártatlanság.
Earl Babbie szerint:
"A tudománynak (és más vizsgálódásoknak) az a minősége, melynek folytán két különböző kutató, ha ugyanazt a problémát vizsgálja, ugyanarra a következtetésre jut. Végső soron ez a gyakorlati kritériuma az úgynevezett objektivitásnak. Valamiről akkor mondjuk, hogy objektíve igaz, ha különféle szubjektív orientációjú megfigyelők mind igaznak mondják." (Earl Babbie, A társadalomtudományi kutatás módszertana, 1995 Budapest.)

## Objektivitás a médiában
1. A híradás nem szolgálhatja kiemelten semmilyen párt, szervezet vagy magánszemély érdekeit, céljait.
2. Nem derülhet ki, hogy egy médium melyik párttal vagy eszmerendszerrel rokonszenvezik.
3. A közszolgálatban dolgozó újságírók és hírszerkesztők nem lehetnek vezető tisztségviselők pártokban, nem dolgozhatnak párttagok számára.
4. A pártatlanság időbeli értelmezése: észszerű időhatáron belül és hasonló feltételek mellett minden, egy adott ügyben érintett személynek, szervezetnek, nézetnek vagy érdeknek meg kell jelennie a hírműsorban.
5. Ha személyek, csoportok vagy pártok egy híradás kapcsán megtámadva vagy megszólítva érzik magukat, biztosítani kell számukra a válaszolás, reflektálás lehetőségét.
6. Amennyiben szakértőket, politikai elemzőket szólaltatunk meg, törekedni kell arra, hogy ők független szakemberek legyenek. Szót kaphatnak a párthoz kötődők is, de az elfogultak politikai hovatartozását jelölni kell.[3]

## Objektivitás a filozófiában
Az objektivitás a filozófiában azt a fogalmat jelenti, hogy teljesen függetlenek vagyunk az egyéni szubjektivitásunktól, melyet az érzékelésünk, az érzelmeink és a képzeletünk hoz létre. Egy állítás akkor objektív ha teljesen elfogulatlanul jön létre,  és a személyes véleményünk nem torzítja. A filozófiában a semlegességet (neutrality) használják még az objektivitás szinonimájaként.
Az objektivitás és a vélemény közti ellentmondással már Platón is foglalkozott. Ez a szembeállítás általa a filozófia alapjává vált, a valóság, a létezés és az igazság kérdéseinek megválaszolásában. Platón objektivitás definíciója megtalálható az ismeretelméletében, mely matematikán és Platón metafizikáján alapszik.

## Objektivitás a tudományban
A tudomány tárgyilagossága arra irányul, hogy feltárja az igazságokat a természeti világról azáltal, hogy kiküszöböli a személyes előítéleteket, érzelmeket és hamis vélekedéseket. Gyakran kapcsolódik megfigyeléshez a tudományos módszer részeként. Ez tehát szorosan kapcsolódik a tesztelés és a reprodukálhatóság céljához. Ahhoz, hogy objektívnak tekinthető legyen egy eredmény, lényeges, hogy az személyről személyre legyen továbbítva, majd demonstrálni ezt mások számára, mint egy előrelépést a világ kollektív megértésében.